# Divisione di Moradabad
La divisione di Moradabad è una divisione dello stato federato indiano dell'Uttar Pradesh, di 10 301 859 abitanti. Il suo capoluogo è Moradabad.
La divisione di Moradabad comprende i distretti di Bijnor, Jyotiba Phule Nagar, Moradabad e Rampur.